# Liste der Bodendenkmäler in Aurachtal
Auf dieser Seite sind die Bodendenkmäler in der mittelfränkischen Gemeinde Aurachtal zusammengestellt. Diese Tabelle ist eine Teilliste der Liste der Bodendenkmäler in Bayern. Grundlage ist die Bayerische Denkmalliste, die auf Basis des Bayerischen Denkmalschutzgesetzes vom 1. Oktober 1973 erstmals erstellt wurde und seither durch das Bayerische Landesamt für Denkmalpflege geführt wird. Die folgenden Angaben ersetzen nicht die rechtsverbindliche Auskunft der Denkmalschutzbehörde.

## Bodendenkmäler der Gemeinde Aurachtal

### Bodendenkmäler im Ortsteil Münchaurach
| Lage                   | Objekt | Akten-Nr.     | Bild |
| ---------------------- | --- | ------------- | ---- |
| Münchaurach (Standort) | Hoch- und spätmittelalterliche sowie frühneuzeitliche Siedlungs- und Baubefunde im Bereich des ehemaligen Benediktinerklosters Münchaurach mit Klosterkirche und Friedhof. | D-5-6430-0067 |      |

### Bodendenkmäler im Ortsteil Neundorf
| Lage                | Objekt                                                          | Akten-Nr.     | Bild |
| ------------------- | --------------------------------------------------------------- | ------------- | ---- |
| Neundorf (Standort) | Bestattungsplatz vorgeschichtlicher Zeitstellung mit Grabhügel. | D-5-6430-0026 |      |
| Neundorf (Standort) | Bestattungsplatz vorgeschichtlicher Zeitstellung mit Grabhügel. | D-5-6430-0027 |      |
| Neundorf (Standort) | Bestattungsplatz vorgeschichtlicher Zeitstellung mit Grabhügel. | D-5-6430-0028 |      |

### Bodendenkmäler im Ortsteil Unterreichenbach
| Lage                        | Objekt                                                          | Akten-Nr.     | Bild |
| --------------------------- | --------------------------------------------------------------- | ------------- | ---- |
| Unterreichenbach (Standort) | Bestattungsplatz vorgeschichtlicher Zeitstellung mit Grabhügel. | D-5-6330-0012 |      |
| Unterreichenbach (Standort) | Burgstall des Mittelalters.                                     | D-5-6430-0031 |      |